# Wiera Kiczanowa
Wiera Aleksiejewna Kiczanowa, ros. Вера Алексеевна Кичанова (ur. 24 maja 1991 w Moskwie) – rosyjska polityk oraz dziennikarka.
Ukończyła dziennikarstwo w 2013 na Uniwersytecie Moskiewskim. była korespondentką na portalu Slon.ru, a także byłą współpracownik Nowej Gaziety. Pracowała również dla rosyjskiej redakcji Voice of America. Obecnie publikuje swoje felietony na stronie internetowej Echo Moskwy, jak i również na Grani.ru. W latach 2011–2012 współpracowała z Komitetem Matek Żołnierzy Rosji jako działacz od spraw mediów społecznościowych i koordynator kampanii społecznych.
Swoją karierę polityczna rozpoczęła w 2012, kiedy została wybrana do rady miejskiej Moskwy z ramienia Libertariańskiej Partii Rosji, z dzielnicy Jużnoje Tuszyno.
W 2013 roku otrzymała Democracy Award, nagrodę rozdawaną przez National Endowment for Democracy.
Jest autorką książki o Pussy Riot – Pussy Riot. Prawdziwa historia (ros. Пусси Райот. Подлинная история), dostępnej w wersji elektronicznej.

## Życie prywatne
W 2012 roku wzięła ślub z Pawłem Gniłorybowem. Ze względu na dość oryginalny wygląd nowożeńców, okrzyknięto ich ślub „hipsterskim”. Od 2015 przebywa w Kijowie, gdzie współpracuje z ukraińską gazetą Reed.